# Anchoa starksi
Anchoa starksi är en fiskart som först beskrevs av Gilbert och Pierson, 1898.  Anchoa starksi ingår i släktet Anchoa och familjen Engraulidae. IUCN kategoriserar arten globalt som livskraftig. Inga underarter finns listade i Catalogue of Life.